# Paradmeta
Paradmeta là một chi bướm đêm thuộc họ Geometridae.